# آرثر إدوارد مور
آرثر إدوارد مور (بالإنجليزية: Arthur Moore)‏ هو سياسي نيوزلندي وأسترالي، ولد في 9 فبراير 1876 في نيوزيلندا، وتوفي في 7 يناير 1963 في بريزبان في أستراليا. حزبياً، نشط في Country and Progressive National Party ‏. وقد انتخب Leader of the Opposition (Queensland) ‏ وانتخب عضو المجلس التشريعي ولاية كوينزلاند وانتخب Premier of Queensland ‏ (21 مايو 1929 – 17 يونيو 1932).